# Bromus sewerzowii
Bromus sewerzowii är en gräsart som beskrevs av Eduard August von Regel. Bromus sewerzowii ingår i släktet lostor, och familjen gräs. Inga underarter finns listade i Catalogue of Life.